# Два голих чувака у джакузі
Два голих чувака в джакузі (англ. Two Guys Naked in a Hot Tub), також іноді званий Мелвін — епізод 308 (№ 39) серіалу "Південний Парк ", прем'єра якого відбулася 21 липня 1999 року. Епізод є другою частиною «Трилогії про метеорний дощ», в якій три різних історії відбуваються в одну і ту ж ніч. Інші два епізоди трилогії — «Котяча оргія» і «Іудовілей».
Як і в епізоді «Котяча оргія», сюжет епізоду розвивається тільки навколо одного основного персонажа, цього разу —  Стена Марша.

## Сюжет
Залишивши  Шеллі в  будинку Картмана,  Стен з батьками відправляється на вечірку на честь  метеорного дощу, яку влаштував шкільний психолог, містер Мекі. Стен засмучений через те, що його привели на дорослу вечірку, але починає злитися ще більше, коли його замикають в підвальній дитячій кімнаті з «головними рагулями школи»: Піпом, Баттерсом і Дугі.
Четверо хлопчиків думають, чим би зайнятися, і ботанами просять Стена придумати для них гру. Потім Баттерс знаходить коробки з жіночим одягом, і вони вирішують грати в   Ангелів Чарлі . Баттерс зображує Келлі Гарретт (Жаклін Сміт), Дугі — Джилл Монро (Фарра Фоусетт), а Піп — Сабріну Дункан (Кейт Джексон). Стен не проявляючи великого бажання брати участь в грі, погоджується зобразити Бослі (начальника Ангелів) і просить, як завдання, знайти вихід з підвалу і комфортне місце з телевізором. На його подив, хлопчики виконують його завдання, і, після того, як він отримав все що хотів, Стен говорить їм, що більше завдань немає.
У цей час нагорі, містер Мекі влаштовує сім'ям Брофловські і Марш екскурсію будинком і приводить їх до джакузі, яке він нещодавно встановив. Дружини залишають  Ренді і  Джеральда купатися у ванні вдвох, і вони вирішують поекспериментувати в честь вечірки. Вони розмовляють на тему сексу втрьох і вирішують спробувати зайнятися  мастурбацією на очах один у одного. У підсумку це викликає почуття незручності у Ренді, який починає думати, що подія свідчить про його  гомосексуальні схильності.
Бюро з контролю за алкоголем, тютюновими виробами та вогнепальною зброєю (ATF) думає, що в будинку містера Мекі зібралася секта самогубців, які мають намір накласти на себе руки під час метеорного дощу. Співробітники ATF намагаються виманити людей назовні, включивши огидну музику (що не дає ефекту — хоча вони включали щось, схоже на жахливий ремікс «Believe», пісні Шер, містер Мекі включає цю ж пісню на своїй стереосистемі до радості всіх учасників вечірки) і вбивають будь-кого хто вийшов, хто не кориться наказам (хоча в підсумку вони стріляють навіть в тих, хто не робить нічого забороненого). Незабаром Стен і ботани виявляють, що відбувається за межами будинку. Вони намагаються поговорити з ATF, але ті починають стріляти в хлопчиків, як і у всіх, хто виходив раніше. Стен і ботани записують відеокасету, на якій розповідають, що в будинку не збори секти, а звичайна вечірка, і передають її за допомогою Баттерса репортерові. ATF розуміють, що помилилися, і оголошують, що це були всього лише навчання.
Тим часом, в будинку Ренді все більше починає відчувати незручність, спілкуючись з Джеральдом. Коли, нарешті, Ренді вигукує, що вони мастурбировали в присутності один одного, він до свого полегшення виявляє, що він далеко не єдиний, хто експериментував таким чином. Друзі пояснюють йому, що він — трошки гей, але кожен чоловік насправді такий ж. В цей час, зовні хлопчики святкують успішне вирішення ситуації і Стен розуміє, що ботани — нормальні діти, такі ж, як він. Проте він незабаром про це забуває, коли  Кайл повертається з  Іудовілею, і з жахом каже другу, що «весь вечір тусувався з ботанами».

## Зв'язок з іншими епізодами з трилогії про метеорний дощ
- В епізоді місцем дії є вечірка, на яку йдуть  міс Картман в епізоді «Котяча оргія» і сім'я Брофловські в « Іудовілеї».
- Кайл з'являється в кінці епізоду в іудобілейскій уніформі і каже Стену, що розповість йому про те, що трапилося вночі; як би там не було, глядачі не дізналися, що сталося з Кайлом до виходу наступного епізоду.
- Коли ATF спостерігають за будинком через бінокль, можна побачити, як міс Картман розмовляє з  Еріком по телефону.
- Музика, яка грає під час вечірки, — реп «Wild Wild West», який виконував Картман на початку і кінці  попереднього епізоду.

## Пародії
- Ім'я репортера — Дерек Смоллс, що є відсиланням до фільму «It's - Spinal Tap».
- Сцена з ATF відсилає до  інциденту з сектою «Гілка Давидова» в  Уейко, Техас.

## Факти
- У цьому епізоді одним з основних дійових осіб вперше стає Баттерс, який став одним з головних героїв в більш пізніх сезонах.
- У спальні містера Мекі, де діти дивляться телевізор, висить картина  Едварда Мунка « Крик».
- У цьому епізоді можна бачити, що містер Мекі володіє будинком, в якому встановив джакузі. Тим часом, в епізоді «Пісюнчик Айка» Мекі був бідний і знімав кімнату, з якої його вигнали після невдалої лекції про шкоду наркотиків школярам, в результаті чого він тривалий час був бездомним.
- Спецпризначенець ATF, перший зайшов на вечірку, використовуючи таку ж саму гвинтівку, як і Містер Гаррісон у 2-й серії 1-го сезону «Вигода ваги 4000».